# Мелхув
Мелхув (пол. Mełchów) — село в Польщі, у гміні Лелюв Ченстоховського повіту Сілезького воєводства.
Населення — 97 осіб (2011).
У 1975-1998 роках село належало до Ченстоховського воєводства.

## Демографія
Демографічна структура станом на 31 березня 2011 року:
|          | Загалом | Допрацездатний вік | Працездатний вік | Постпрацездатний вік |
| -------- | ------- | ------------------ | ---------------- | -------------------- |
| Чоловіки | 51      | 5                  | 32               | 14                   |
| Жінки    | 46      | 5                  | 17               | 24                   |
| Разом    | 97      | 10                 | 49               | 38                   |